# Australian Open 2019 - Quad singolare
Dylan Alcott era il detentore del titolo da quattro anni e si è riconfermato battendo in finale David Wagner con il punteggio di 6–4, 7–6(2).

## Teste di serie
1. Dylan Alcott (campione)

1. David Wagner (finale)

## Tabellone

### Legenda
| - Q = Qualificato - WC = Wild card - LL = Lucky loser | - ALT = Alternate - SE = Special Exempt - PR = Protected Ranking | - w/o = Walkover - r = Ritirato - d = Squalificato |

### Finale
|  | Finale |              |              |   |      |  |
|  |        |              |              |   |      |  |
|  | 1      | Dylan Alcott | Dylan Alcott | 6 | 7    |  |
|  | 2      | David Wagner | David Wagner | 4 | 6(2) |  |

### Round Robin
|    |                  | Alcott           | Davidson         | Lapthorne     | Wagner           | RR V–P | Set V–P | Game V–P | Classifica |
| 1  | Dylan Alcott     |                  | 6–3, 6–2         | w/o           | 6(3)–7, 6–4, 7–5 | 3–0    | 6–1     | 43–21    | 1          |
| WC | Heath Davidson   | 3–6, 2–6         |                  | 6–1, 6–1      | 7–6(6), 5–7, 3–6 | 1–2    | 3–4     | 32–33    | 3          |
|    | Andrew Lapthorne | w/o              | 1–6, 1–6         |               | 1–6, 6–4, 4–6    | 0–3    | 1–6     | 13–40    | 4          |
| 2  | David Wagner     | 7–6(3), 4–6, 5–7 | 6(6)–7, 7–5, 6–3 | 6–1, 4–6, 6–4 |                  | 2–1    | 5–4     | 51–45    | 2          |

La classifica viene stilata in base ai seguenti criteri: 1) Numero di vittorie; 2) Numero di partite giocate; 3) Scontri diretti (in caso di due giocatori pari merito); 4) Percentuale di set vinti o di game vinti (in caso di tre giocatori pari merito); 5) Decisione della commissione